# هانس بيتر كول
هانس بيتر كول (بالألمانية: Hans-Peter Kaul)‏ هو دبلوماسي ومحامي وقاضي ألماني، ولد في 25 يوليو 1943 في غلاسهوته في ألمانيا، وتوفي في 21 يوليو 2014 في برلين في ألمانيا.

## وصلات خارجية
- هانس بيتر كول على موقع مونزينجر (الألمانية)